# Mausoleo di Afaq Khoja
Il mausoleo di Afaq Khoja (in uiguro ئاپاق خوجا مازار, Apaq Xoja Mazar; 阿巴和加麻札S, Ābā Héjiā mázháP) è un monumento sito nei sobborghi nordoccidentali della città cinese di Kashgar, nello Xinjiang. Viene chiamato anche Hazrat Mazar ("tomba santa") e conserva le spoglie di Afaq Khoja, leader degli Aq-taghlyq ("montanari bianchi"). La tradizione vuole che ivi sia sepolta anche Xiangfei ("concubina fragrante"), la concubina uigura dell'imperatore Qianlong.

## Storia
La costruzione del mausoleo ebbe inizio a metà del XVII secolo. L'edificio fu in principio destinato alle spoglie di Muhammad Yusuf Khoja, padre di Afaq, e le sue dimensioni erano piuttosto esigue. Quando vi venne sepolto Afaq Khoja alla fine del XVII secolo, la struttura venne ampliata continuamente sino a quando a metà del XIX secolo non assunse le sembianze odierne.
Il mausoleo è meta di pellegrinaggio per molte donne che desiderano pregare per un bambino, le quali indossano delle strisce di tessuto con colori che variano a seconda del sesso dell'infante. Durante l'ʿīd al-aḍḥā diversi pellegrini provenienti da tutto lo Xinjiang si riuniscono presso il mausoleo, in particolare presso il cimitero alle spalle di esso, dove si ritiene sia stato sepolto Yakub Beg in una tomba anonima.

## Architettura
Lo stile di questo edificio ricalca quello di altri mausolei dell'Asia centrale, ispirati alle scuole artistiche di Samarcanda e Esfahan. L'intero complesso consiste del mausoleo di per sé, di quattro sale per la preghiera, una sala per rituali islamici, due torri che fungono da ingresso, alloggi per gli imam, depositi per l'acqua e altri servizi. Il mausoleo si trova al centro di questo complesso ed è situato sul lato est della sua recinzione, che è fatta di mattoni.
Il mausoleo ha una pianta quadrata e le quattro pareti sono lunghe circa 40 m. Dal centro del muro frontale al mausoleo se ne estende un altro con degli ingressi ad arco. Su ciascun lato di questo muro vi è una colonna decorata con cupola per metà incorporata nella parete.
Su ogni angolo della pianta del mausoleo si erige una torre tondeggiante in mattoni, larga alla base e stretta in cima, per metà incorporata nella parete. Ognuna di queste torri ha una scala a chiocciola e sul tetto è posta una luna crescente.
L'intero mausoleo è sormontato da una cupola con un diametro di 17 m, la più grande dello Xinjiang, anch'essa dotata di una torre con una luna crescente. Al di sotto di essa giace la camera mortuaria che conserva le spoglie di Afaq Khoja e dei suoi familiari. Delle 72 tombe ospitate in origine ne sono rimaste solo 58: le altre vennero distrutte da un terremoto nel 1956. Queste tombe sono decorate con motivi floreali. Una di esse conserva le spoglie di Xiangfei ("concubina fragrante"), al secolo Iparhan, nipote di Afaq Khoja e concubina dell'imperatore Qianlong.
Nel complesso il mausoleo ha un'altezza di 26 m e gli esterni sono decorati con piastrelle in verde, e a volte anche in giallo-blu per dar vita a figure geometriche e disegni floreali, il tutto accompagnato con preghiere in arabo e in persiano. Anche le torri e i cancelli sono decorati con motivi geometrici, mentre gli interni del porticato sono decorati con dei motivi di malta e dipinti colorati di gran pregio.